# Драгићина
Драгићина је насељено мјесто у Босни и Херцеговини у општини Груде које административно припада Федерацији Босне и Херцеговине. Према попису становништва из 1991. у насељу је живјело 695 становника.

## Становништво
| Националност       | 1991.        | 1981.        | 1971.      |
| Хрвати             | 691 (99,42%) | 666 (99,55%) | 705 (100%) |
| Срби               | 0            | 0            | 0          |
| Муслимани          | 0            | 0            | 0          |
| Југословени        | 0            | 3 (0,44%)    | 0          |
| остали и непознато | 4 (0,57%)    | 0            | 0          |
| Укупно             | 695          | 669          | 705        |